# Let’s Get to It
Let’s Get to It ist das vierte Studioalbum der australischen Popsängerin Kylie Minogue. Es erschien im Oktober 1991.

## Geschichte
Im Frühsommer 1991 nahm Minogue Let’s Get to It auf. Es wurde das letzte Studioalbum für Pete Waterman Entertainment (PWL). Die Stücke wurden u. a. mit dem Songschreiber Mike Stock von Stock Aitken Waterman gemeinsam verfasst. Dennoch hatte sie zunehmend die kreative Kontrolle übernommen, wie auch diejenige über ihr Image. Inzwischen hatte Minogue ihr betont "unschuldiges" Äußeres der ersten Dance-Pop-Phase abgelegt und wurde von der Presse als "sexy Kylie" tituliert. Mit Give Me Just a Little More Time wurde ein Song von Chairmen of the Board aus dem Jahr 1970 gecovert. Die Coverversion erreichte Platz zwei in Großbritannien.

## Erfolg und Kritik
Chris True von Allmusic nannte die Platte "nicht ihre solideste Veröffentlichung". Fans der ersten Phase Minogues würden die Platte aber zu schätzen wissen. Die Wertung lag bei 2,5 von fünf Sternen. Die Seite Digital Spy vergab vier von fünf Sternen. Das Album erreichte Platz 15 in Großbritannien und Platz 13 in ihrem Heimatland Australien.

## Titelliste
1. Word Is Out – 3:35 (Stock, Waterman)
2. Give Me Just a Little More Time – 3:08 (Ronald Dunbar, Edyth Wayne)
3. Too Much of a Good Thing – 4:24 (Minogue, Stock, Waterman) (das Stück samplet Janet Jacksons Control und Lisa Lisa and Cult Jams Let the Beat Hit ’Em)
4. Finer Feelings (Stock, Waterman) – 3:54
5. If You Were with Me Now (Minogue, Stock, Waterman, Keith Washington) – 3:11 (Duett von Minogue und Washington)
6. Let’s Get to It (Stock, Waterman) – 4:49
7. Right Here, Right Now – 3:52 (Minogue, Stock, Waterman) (samplet Shay Joness "Are You Gonna Be There")
8. Live and Learn – 3:15 (Minogue, Stock, Waterman)
9. No World Without You – 2:46 (Minogue, Stock, Waterman)
10. I Guess I Like It like That – 6:00 (Minogue, Stock, Waterman) (samplet 2 Unlimiteds Get Ready for This, Freestyle Orchestras Keep on Pumping It Up und Salt-N-Pepas I Like It Like That)

## Kommerzieller Erfolg

### Chartplatzierungen
| ChartsChartplatzierungen     | Höchstplatzierung | Wochen |
| ---------------------------- | ----------------- | ------ |
| Australien (ARIA)            | 13 (5 Wo.)        | 5      |
| Vereinigtes Königreich (OCC) | 15 (12 Wo.)       | 12     |

### Auszeichnungen für Musikverkäufe
| Land/Region       | Auszeichnungen für Musikverkäufe (Land/Region, Auszeichnung, Verkäufe) | Verkäufe |
| ----------------- | ---------------------------------------------------------------------- | -------- |
| Australien (ARIA) | Gold                                                                   | 35.000   |
| Insgesamt         | 1× Gold ·                                                              | 35.000   |

Hauptartikel: Kylie Minogue/Auszeichnungen für Musikverkäufe